# Cầu diệp không cuống
Cầu diệp không cuống hay cầu diệp không cọng (danh pháp hai phần: Bulbophyllum clandestinum) là một loài phong lan thuộc chi Bulbophyllum.